# 格伦坎普
格伦坎普是德国下萨克森州的一个市镇。总面积20.95平方公里，总人口623人，其中男性325人，女性298人（2011年12月31日），人口密度30人/平方公里。